# Перт (графство, Онтаріо)
 Перт графство  (англ. Perth County) — графство у провінції Онтаріо, Канада. Графство є переписним районом та адміністративною одиницею провінції. Перт розташований в Південному Онтаріо.
Місто Стретфорд й містечко Сент Маріс знаходяться в межах кордонів графства, але є окремими муніципалітетами і не є підзвітними уряду графства Перт.

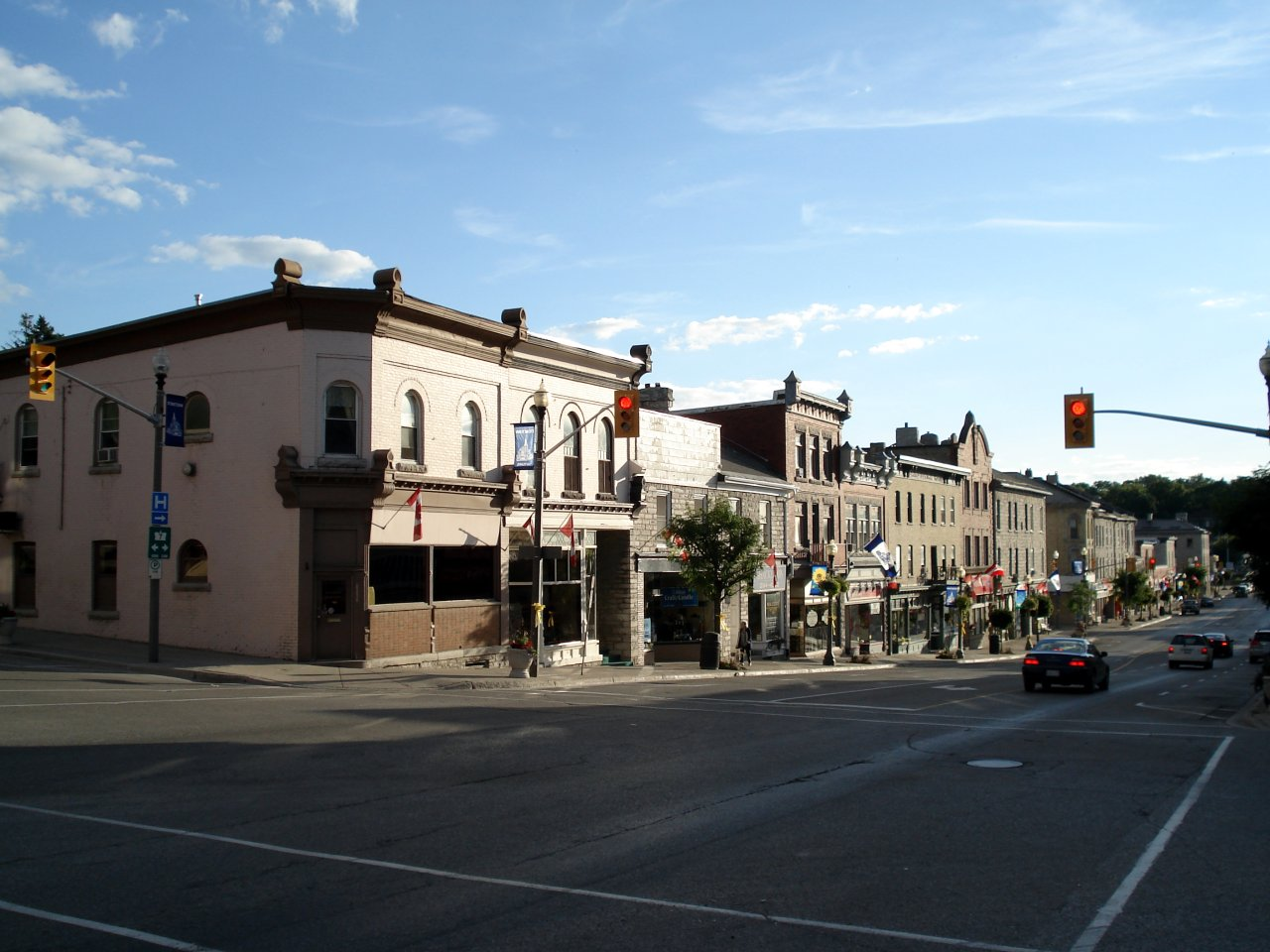
Сент Маріс, Онтаріо

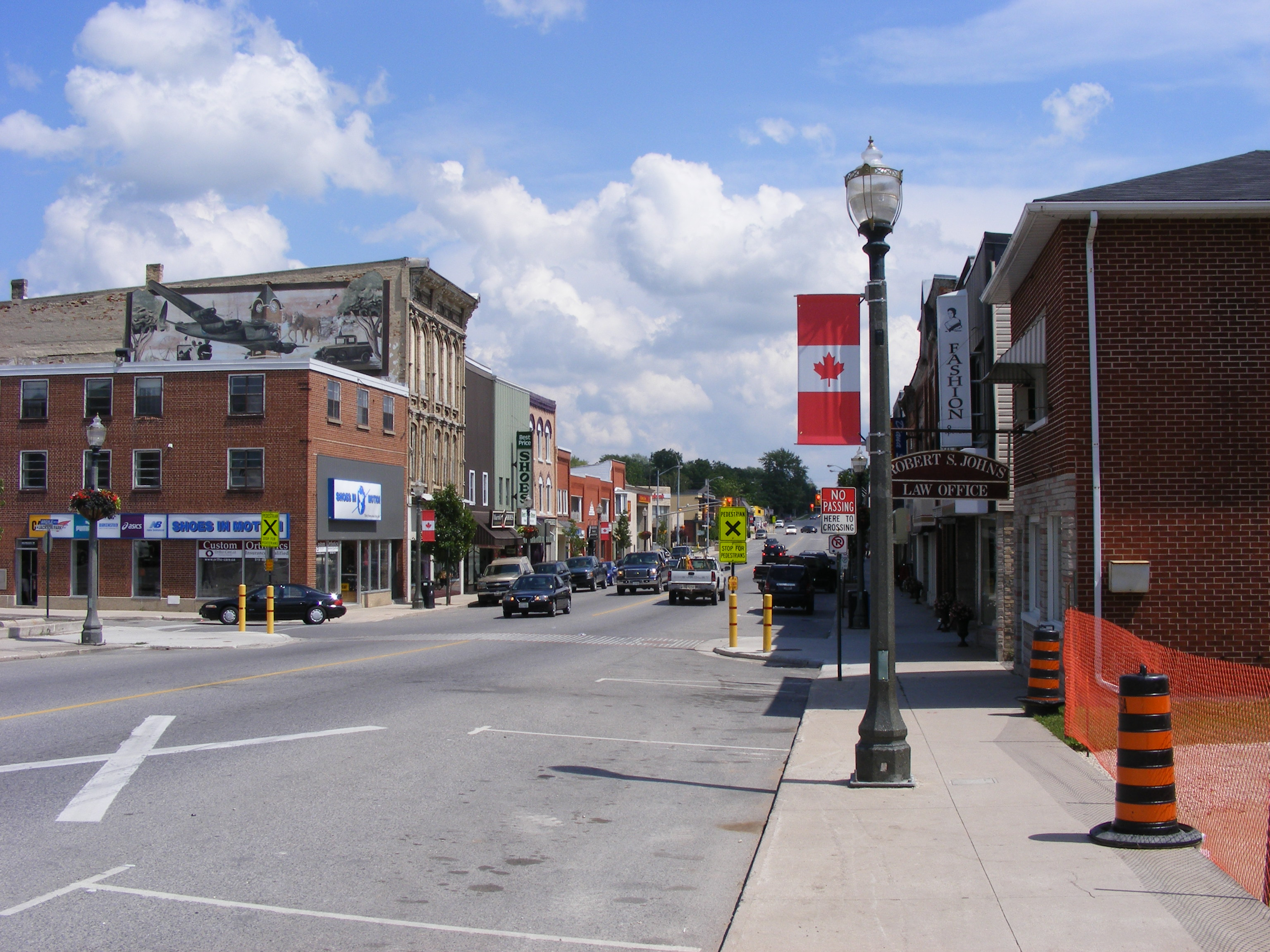
Перт, Онтаріо

## Адміністративний поділ
- Містечко — Північний Перт (англ. North Perth)
- Містечко — Східний Перт (англ. Perth East)
- Містечко — Південний Перт (англ. Perth South)
- Містечко — Західний Перт (англ. West Perth)